# Lance-roquettes polyvalent Bur
 (juin 2022).
La mise en forme du texte ne suit pas les recommandations de Wikipédia : il faut le « wikifier ».
Les points d'amélioration suivants sont les cas les plus fréquents. Le détail des points à revoir est peut-être précisé sur la page de discussion.
- Les titres sont pré-formatés par le logiciel. Ils ne sont ni en capitales, ni en gras.
- Le texte ne doit pas être écrit en capitales (les noms de famille non plus), ni en gras, ni en italique, ni en « petit »…
- Le gras n'est utilisé que pour surligner le titre de l'article dans l'introduction, une seule fois.
- L'italique est rarement utilisé : mots en langue étrangère, titres d'œuvres, noms de bateaux, etc.
- Les citations ne sont pas en italique mais en corps de texte normal. Elles sont entourées par des guillemets français : « et ».
- Les listes à puces sont à éviter, des paragraphes rédigés étant largement préférés. Les tableaux sont à réserver à la présentation de données structurées (résultats, etc.).
- Les appels de note de bas de page (petits chiffres en exposant, introduits par l'outil «  Source ») sont à placer entre la fin de phrase et le point final[comme ça].
- Les liens internes (vers d'autres articles de Wikipédia) sont à choisir avec parcimonie. Créez des liens vers des articles approfondissant le sujet. Les termes génériques sans rapport avec le sujet sont à éviter, ainsi que les répétitions de liens vers un même terme.
- Les liens externes sont à placer uniquement dans une section « Liens externes », à la fin de l'article. Ces liens sont à choisir avec parcimonie suivant les règles définies. Si un lien sert de source à l'article, son insertion dans le texte est à faire par les notes de bas de page.
- La présentation des références doit suivre les conventions bibliographiques. Il est recommandé d'utiliser les modèles {{Ouvrage}}, {{Chapitre}}, {{Article}}, {{Lien web}} et/ou {{Bibliographie}}. Le mode d'édition visuel peut mettre en forme automatiquement les références.
- Insérer une infobox (cadre d'informations à droite) n'est pas obligatoire pour parachever la mise en page.

Pour une aide détaillée, merci de consulter Aide:Wikification.
Si vous pensez que ces points ont été résolus, vous pouvez retirer ce bandeau et améliorer la mise en forme d'un autre article.
Le système russe de lance-roquettes de petite taille BUR est conçu pour détruire les véhicules blindés non blindés et légers, détruire et endommager les bâtiments et en antipersonnel. C'est une version plus compacte, plus légère et amélioré du RPO-A Shmel.

## Caractéristiques
Le Bur est destiné à être utilisé pour le combat en terrain fermé, comme les montagnes, les forêts et les villes, où les moyens extérieurs d'appui-feu sont difficiles ou impossibles à fournir. Il est destiné à vaincre les fortifications, les travaux sur le terrain et le personnel enfermé dans des structures et des retranchements, mais peut également être utilisé contre des véhicules, des structures ou des "cibles matérielles" à peau fine ou légèrement blindées.
Le système de lance-grenades BUR est complété par le mécanisme de tube de lancement non jetable et il peut être équipé de différents types de viseurs optiques (optique, vision nocturne, imagerie thermique).
Plusieurs ogives peuvent être utilisées sur le Bur :
- GV62.01 (ГВ62.01) : Hautement explosive - mortel dans une zone de 50m²
- GV62.02 (ГВ62.02) : Hautement explosive et à fragmentation - mortel dans une zone de 80m²

Il est composé de 3 parties : l'unité de lancement, le tube de lancement et l'ensemble de visée :
L'ensemble de visée est à peu près en forme de F et fixé à l'unité de lancement via un assemblage en forme de support. Il est décalé vers la gauche, et peut être surélevé ou abaissé pour fournir une solution de visée précise sur des cibles à différentes distances. L'ensemble de viseur accepte une variété de viseurs à clipser. Les munitions pour le Bur sont préchargées en usine dans des conteneurs de lancement, qui sont utilisés pour stocker et transporter les roquettes, et servent de canon lorsqu'elles sont lancées. 
Le tube de lancement est cylindrique, court, étroit et pour la plupart quelconque, avec des capuchons caoutchoutés à chaque extrémité. Le tube de lancement a été affiché en plusieurs couleurs, finitions et motifs de camouflage.